# 比绍利
比绍利（Bisauli），是印度北方邦Budaun县的一个城镇。总人口28420（2001年）。

## 人口
该地2001年总人口28420人，其中男性14946人，女性13474人；0—6岁人口5289人，其中男2742人，女2547人；识字率48.88%，其中男性为55.45%，女性为41.61%。